# Heartland with John Kasich
From the Heartland with John Kasich je bila američka televizijska emisija koja se sastojala od vijesti i razgovora koja se je prikazivala na američkoj televizijskoj postaji Fox News Channel. Voditelj emisije bio je današnji guverner američke savezne države Ohia John Kasich. Emisija se je svake subote emitirala uživo u 8 navečer po istočnom američkom vremenu. Za razliku od većine Fox News-ovih emisija koje su bile iz New Yorka, Kasicheva se je emisija prikazivala iz Columbusa.
From the Heartland bila je slična emisiji Billa O'Reillyja koja se je sastojala od vijestiju The O'Reilly Factor. Neke od priča bile su nešto kao zbivanja oko događaja koji su se zbili tijekom tjedna na The O'Reilly Factoru.  Kasich je također bio čestim gostom-voditeljem The O'Reilly Factora.
Zadnje izdanje From the Heartland with John Kasich emitirano je 21. travnja 2007. godine. 

## Vanjske poveznice
- Heartland na FoxNews.com